# Arnoldusstraße 2 (Arnoldsweiler)

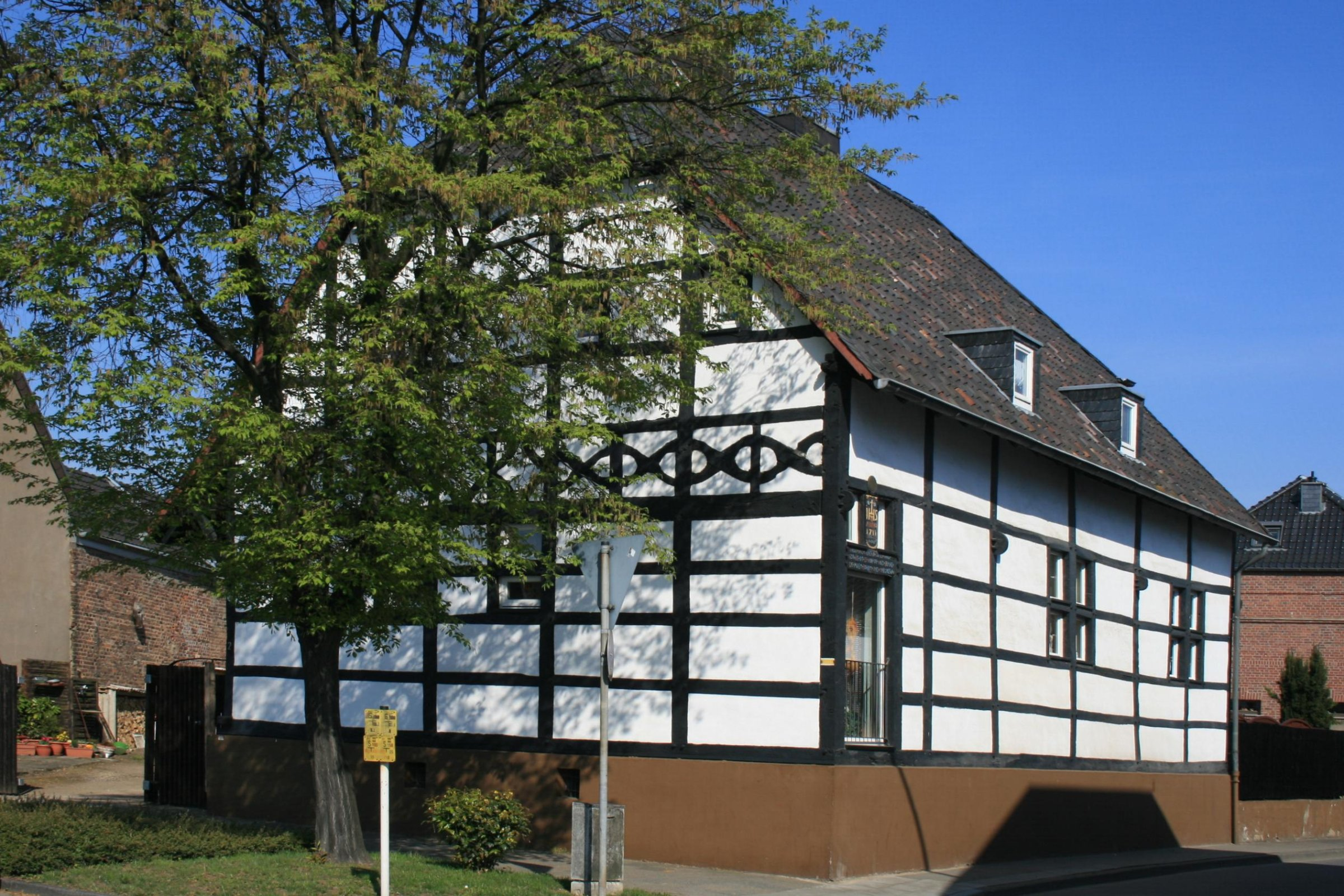

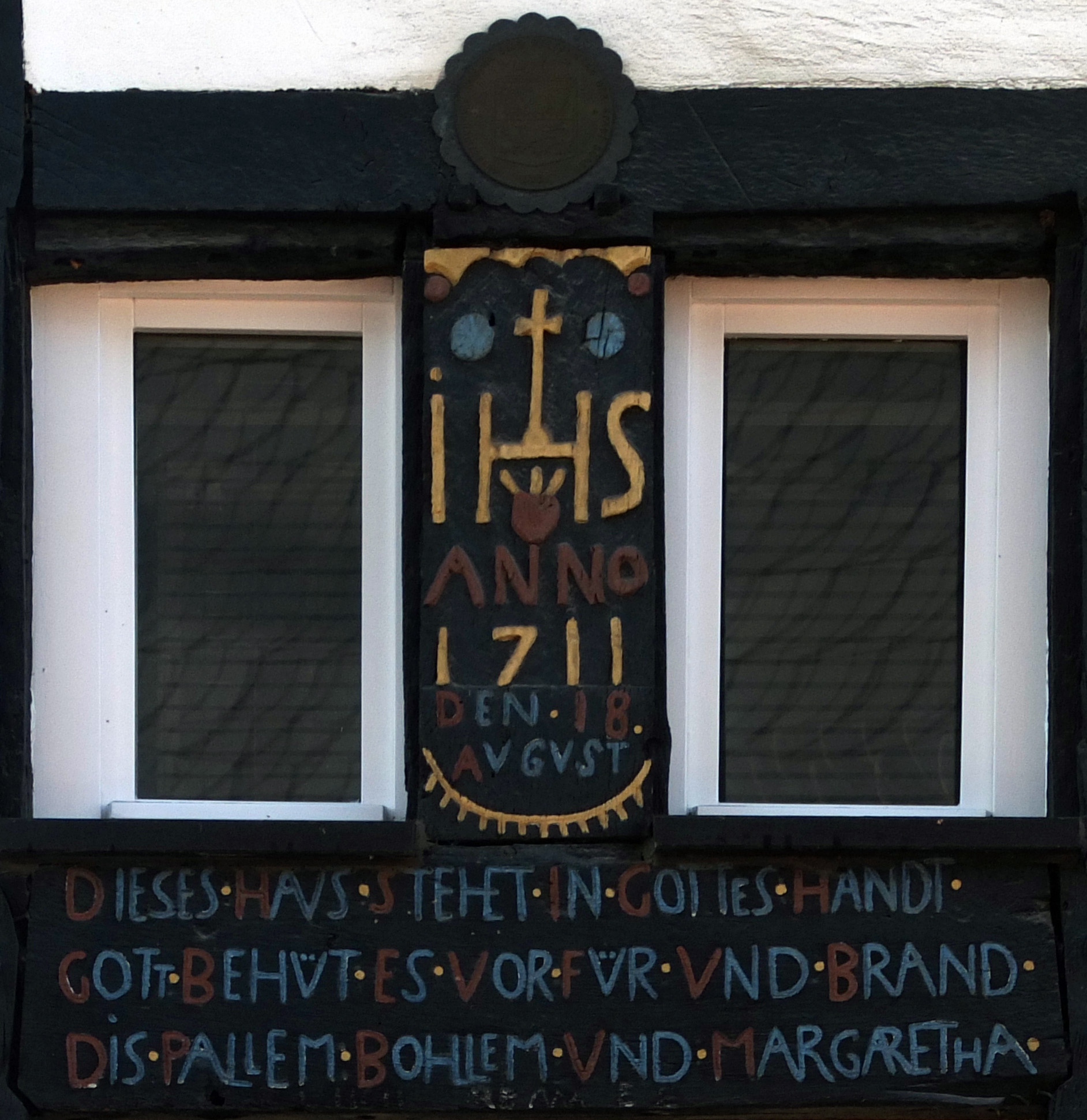

Das Gebäude Arnoldusstraße 2 befindet sich im Dürener Stadtteil Arnoldsweiler in Nordrhein-Westfalen.
Das Haus wurde nach einer inschriftlichen Datierung im Jahre 1711 von Palmatius Bohlheim (* um 1634; † 2. August 1716 in Arnoldsweiler) und seiner Ehefrau Margaretha Schnitzler (* um 1645) erbaut und feierte am 18. August Hausrichtung.
Es handelt sich um das Wohnhaus einer ehemaligen dreiflügeligen Hofanlage. Das Fachwerkhaus hat zwei Geschosse. Sie wurden mit liegenden Gefachen und Zapfenschlössern gebaut, an der Giebelseite sieht man Zierfachwerk. Auf dem Haus steht ein Krüppelwalmdach.
Das Bauwerk ist unter Nr. 13/003 in die Denkmalliste der Stadt Düren eingetragen.